# Канцлерский чайный домик
Канцлерский чайный домик (нем. Kanzler-Teehaus) — павильон в парке Дворца Шаумбурга в боннском районе Гронау. Построен в 1955 году на набережной Рейна под Канцлерским бунгало. Использовался федеральными канцлерами ФРГ для неофициальных встреч.

## История
Скромно оформленный Канцлерский чайный домик был построен по просьбе первого канцлера ФРГ Конрада Аденауэра в 1955 году на фундаменте прежнего павильона в парке при Дворце Шаумбурга. В Канцлерском чайном домике оборудована чайная кухня и терраса с видом на Рейн. Площадь подвального помещения Канцлерского чайного домика составляет 25 кв.м.
Конрад Аденауэр любил бывать на природе и пользовался незаметным чайным домиком для проведения конфиденциальных встреч с официальными гостями и бесед с журналистами. Неофициальная обстановка благоприятствовала доверительному обмену мнениями. Перед своей поездкой в США Конрад Аденауэр всегда давал интервью американским журналистам именно в чайном домике.
Гельмут Шмидт встречался в Канцлерском чайном домике в 1975 году с президентом США Джеральдом Фордом и его супругой Бетти Форд. Супруга Шмидта Локи также любила чайный домик на Рейне и работала в нём над своими книгами. В июне 1989 года Гельмут Коль и генеральный секретарь ЦК КПСС М. С. Горбачёв провели в Канцлерском чайном домике с видом на Рейн известную встречу с глазу на глаз, положившую начало процессу объединения Германии.
После перевода федерального правительства Германии в Берлин в 1999 году Канцлерский чайный домик лишился своих служебных функций, в 2001 году был внесён в реестр охраняемых государством памятников архитектуры. К 2009 году в чайном домике был проведён капитальный ремонт. В будущем Канцлерский чайный домик планируется использовать в музейных целях.